# Зони конвергенції в океані
Зо́ни конверге́нції в океа́ні — зони сходження і занурення поверхневих вод Світового океану. Формуються в зонах зіткнення теплих і холодних морських течій.
Утворюються в результаті нерівномірності вітрового поля над океаном і нерівномірності розподілу щільності води. Як правило, формуються на стику теплих і холодних вод, внаслідок чого характеризуються різкими горизонтальними градієнтами температури, солоності, щільності, хімічних та біологічних показників (в окремих випадках горизонтальний градієнт температури може досягати 6-7 ° С на кілька десятків метрів). Під впливом нерівномірного розподілу щільності розвиваються антіциклональні і циклональні кругообіги поверхневих вод. У перших з них відбувається інтенсивне перемішування і занурення вод; в циклональних круговоротах розвиваються висхідні потоки води, що виносять до поверхні океану поживні солі з глибини. У зв'язку з цим створюються умови високої біологічної продуктивності цих зон.